# Acali
株式会社acali（アカリ）は、東京都渋谷区に所在する日本の芸能事務所。

## 沿革
2017年10月19日に法人番号が指定され、12月1日より宍戸開、桐島ローランド、悠未ひろらのタレントが所属し、公式サイトもオープンするなど本格的に事業を開始した。なお、当初からの所属者に社名と名を同じくする谷口あかりがいたが、関連性はない。
本格的な事業開始前までは東京都渋谷区渋谷に構えていたが、12月1日より東京都港区南青山に所在地を変更。2019年12月18日に東京都渋谷区神宮前に所在地を変更し、再度渋谷区の企業となっている。

## 所属タレント
2024年2月3日現在。

### 男性
- 宍戸開
- 町井祥真
- 金尾玲生
- 大谷亮賀
- 八杉泰牙
- 平原颯馬
- 南平達矢
- 菅井志龍

### 女性
- 細野今日子
- yukino
- 青木胡杜音
- 東内彩桜
- 福田ルミカ
- 杢谷莉央

#### ミュージカル
- 敷村珠夕

### 文化人
- 桐島ローランド
- 武田祐子
- 黒田有彩
- 鶴山英樹

## 過去の所属タレント
- 吉沢梨絵[3]
- 望月龍平[4]
- 谷口あかり
- 山田能龍（文化人）[注 1]
- 式町水晶（文化人）
- 悠未ひろ
- 春香
- 綾月せり
- 浜名一聖
- 大杉侑暉
- 葉新
- 橋本実紗
- 森川華子
- 土居明莉（文化人）